# Mirsad Baljić
Mirsad Baljić, född den 4 mars 1962 i Sarajevo, Jugoslavien (nuvarande Bosnien och Hercegovina), är en jugoslavisk/bosnisk före detta fotbollsspelare som tog OS-brons med Jugoslavien vid de olympiska sommarspelen 1984 i Los Angeles.